# Павловский, Феофан Венедиктович
Феофа́н Венеди́ктович Павло́вский (серб. Теофан Бенедиктович Павловски), (29 декабря 1880 [10 января] 1881, с. Каменка, Российская империя — 13 июня 1936, Каунас, Литва) — оперный и камерный певец (баритон), театральный режиссёр. Солист Большого театра (1910—1921), режиссёр драмы и оперы Национального театра в Белграде (1921—1928). Преподаватель актёрско-балетной школы и оперного класса в музыкальном училище.
Первый исполнитель партий Каренина («Анна Каренина» Э. И. Гранелли, 1906) и Иоганна («Оле из Нордланда» М. Ипполитова-Иванова, 1916).
В Петербурге первым исполнил партию Ивана-королевича («Кащей бессмертный» Н. Римского-Корсакова, 1905), в московском Большом театре — Альбериха («Гибель богов» Р. Вагнера, 1911), Шакловитого («Хованщина» М. Мусоргского, 1912), Верховного жреца Дагона («Самсон и Далила» К. Сен-Санса, 1917).
Первым на советской сцене исполнил партию Вольфрама фон Эшенбах («Тангейзер» Р. Вагнера, вторая, «парижская» редакция автора, 1919).
Принимал участие в первом исполнении симфонической поэмы «Колокола» op. 35 Рахманинова (под управлением автора), которое состоялось 8 февраля 1914 года в московском Большом зале Благородного собрания.
Особенно успешно выступал в операх Вагнера.

## Биография
В 1900 году окончил классическую гимназию. Дальнейшее образование получил на философском факультете Одесского университета и юридическом факультете Петербургского университета. С 1903 (в некоторых источниках с 1902) года обучался пению в Петербургской консерватории (класс С. И. Габеля), которую окончил в 1905 году.
В 1905 году был одним из руководителей забастовочного комитета студентов.
Обладал красивым и сильным голосом, ровным во всех регистрах и широкого диапазона.
Выступал на оперных сценах Киева (антреприза М. Бородая, сезоны 1906/07 и 1909/10 годов), Риги (1907), Петербурга (Новый летний т-р «Олимпия», антреприза Кабанова и Яковлева, 1907), Тифлиса (1907—08), Москвы (Опера С. Зимина, сезон 1908/09). В 1910—1921 годах (в некоторых источниках до 1919 года) солист московского Большого театра (дебютировал в партиях Демона («Демон» А. Рубинштейна и Онегина («Евгений Онегин» П. Чайковского), также учитель сцены и с 1917 — управляющий оперной труппой.
Активно пропагандировал украинскую музыку в России.
Являлся членом общества «Кобзарь» в  Москве и председателем общества «Деятели русской музыки» в Белграде (Сербия).

## Репертуар

### Опера
- Амонасро — «Аида» Верди,
- Каренин — «Анна Каренина» Гранелли,
- Зигмунд — «Валькирия» Вагнера,
- Альберт — «Вертер» Массне,
- Вильгельм Телль — «Вильгельм Телль» Россини,
- Папагено — «Волшебная флейта» Моцарта,
- Януш — «Галька» Монюшко,
- Альберих — «Гибель богов» Вагнера,
- Граф де Невер — «Гугеноты» Мейербера,
- Демон («Демон» Рубинштейна,
- Онегин («Евгений Онегин» Чайковского,
- Султан — «Запорожец за Дунаем» Гулак-Артемовского,
- Альберих — «Зигфрид» Вагнера,
- Альберих — «Золото Рейна» Вагнера,
- Роберт — «Иоланта» Чайковского,
- Зурга — «Искатели жемчуга» Бизе,
- Эскамилио — «Кармен» Бизе,
- Ивана-королевич — «Кащей бессмертный» Римского-Корсакова,
- Князь Игорь — «Князь Игорь» Бородина,
- Тельрамунд — «Лоэнгрин» Вагнера,
- Мазепа — «Мазепа» Чайковского,
- Каленик — «Майская ночь» Римского-Корсакова,
- Голова — «Ночь перед Рождеством» Римского-Корсакова,
- Иоганн — «Оле из Нордланда» Ипполитова-Иванова,
- Сильвио — «Паяцы» Леонкавалло,
- Князь Елецкий, Граф Томский — «Пиковая дама» Чайковского,
- Риголетто — «Риголетто» Верди,
- Меркуцио — «Ромео и Джульетта» Гуно,
- Веденецкий гость — «Садко» Римского-Корсакова,
- Верховный жрец Дагона — «Самсон и Далила» Сен-Санса,
- Герцог — «Скупой рыцарь» Рахманинова,
- Мизгирь — «Снегурочка» Римского-Корсакова,
- Вольфрам фон Эшенбах — «Тангейзер» Вагнера,
- Скарпиа — «Тоска» Пуччини,
- Жорж Жермон — «Травиата» Верди,
- Валентин — «Фауст» Гуно,
- Князь Иван Хованский, Шакловитый — «Хованщина» Мусоргского,
- Григорий Грязной — «Царская невеста» Римского-Корсакова.

### Оперетта
- Орфей — «Орфей в аду» Оффенбаха

### Камерный произведения
Исполнял произведения С. Танеева («Менуэт», «Фонтаны», «Среди врагов»), А. К. Глазунова, Рахманинова (симфоническая поэма «Колокола» ор. 35) и украинских композиторов.